# 科隆号小巡洋舰 (1916年)
科隆号是德意志帝国海军于第一次世界大战期间建造的十艘科隆级小巡洋舰的首舰，得名于1914年在黑尔戈兰湾海战期间被摧毁的第一代科隆号。新舰于1915年在汉堡的布洛姆－福斯船厂开始架设龙骨，并于1916年10月下水，至1916年1月完工。科隆号与姊妹舰德累斯顿号是帝国海军最后建成的小巡洋舰，其余八艘同级舰均在完工前即遭拆解。它们的设计是前身柯尼斯堡级的略微修改版本。
科隆号在一战结束前十个月才交付公海舰队使用，使得它在战争期间的运用极其有限。它曾参加前往挪威的舰队行动，意图袭击前往斯堪的纳维亚的英国护航船队，但未能找到任何船队并返回港口。在战争的最后几天，科隆号本将参加袭击大舰队的高潮行动，但己方阵中爆发的叛乱迫使海军上将赖因哈德·舍尔和弗朗茨·冯·希佩尔取消了这项计划。战争结束后，该舰被扣押在斯卡帕湾，并于1919年6月21日跟随舰队在海军少将路德维希·冯·罗伊特的指挥下集体自沉。与沉没在那里的大多数舰只不同，科隆号的残骸从未进行打捞报废。

## 设计
科隆号是为替代老旧的小巡洋舰阿里阿德涅号而以“阿里阿德涅代舰（Ersatz Ariadne）”为代号进行订购，并于1915年在汉堡布洛姆－福斯船厂开始架设龙骨，建造编号为247。它于1916年10月5日在没有举行任何仪式的情况下下水，继而展开舾装工作。至1918年1月17日，舰只正式投入公海舰队使用。
科隆号的全长为155.5（510英尺2英寸），有14.2（46英尺7英寸）的舷宽和6.01（19英尺9英寸）的前吃水。在满载情况下，舰只的排水量可达7,486公噸（7,368長噸）。其推进系统由两套蒸汽轮机组成，以驱动两副直径为3.5（11英尺6英寸）的三叶螺旋桨。舰只设计可输出31,000匹軸馬力（23,000千瓦特）的额定功率。它由八台燃煤水管锅炉和六台燃油双头式水管锅炉提供动力，这使得舰只的最高速度可达27.5節（50.9每小時）。科隆号能够携带1,100公噸（1,100長噸）燃煤和额外1,050公噸（1,030長噸）重油，允许其以12節（22每小時）的速度续航6,000海里（11,000）。舰只的标准船员编制则为17名军官和542名水兵。
科隆号配备有八门单座安装的150毫米45倍径速射炮。其中两门并排布置在艏艛前方，四门设于舰舯、每边各两门，以及两门以背负式成对布置在舰艉。这些炮管在发射45.3（100英磅）炮弹的初速为840每秒（2,800英尺每秒）。炮管的仰角可提升至30°，使其可以瞄准最高达17,600（19,200碼）开外的目标。舰只的防空武器由三门88毫米45倍径速射炮组成，均安装在烟囱后方的中心线上，但其中一门于1918年拆除。它还标配搭载有两具600（23.6英寸）鱼雷管和八枚鱼雷，均安装在舰舯的甲板旋转发射器内。舰只同样可携带多达200枚水雷。在装甲方面，科隆号受到60（2.4英寸）厚的水线装甲带保护；司令塔的侧面有100（3.9英寸）厚，而甲板的厚度也为60毫米。

## 服役历史
在首任舰长、海军中校埃里希·雷德尔的率领下，入役后的科隆号加入了公海舰队。它被分配至第二侦察集群，与小巡洋舰柯尼斯堡号、皮劳号、格劳登茨号、纽伦堡号和卡尔斯鲁厄号在一起。1918年4月23－24日，这些舰只及时参加了一个前往挪威的大规模舰队行动。第一与第二侦察集群、连同第二鱼雷艇区舰队，意图向一支前往挪威、戒备森严的英国护航队发动袭击，公海舰队余部则提供远程支援。然而，德国人未能找到船队的位置，后者实际上在舰队离港的前一天便已出航。结果，公海舰队总司令、海军上将赖因哈德·舍尔中断了行动并返回港口。
1918年10月，科隆号本应随第二侦察集群主导针对英国皇家海军的终极决战。其中科隆号、德累斯顿号、柯尼斯堡号和皮劳号将攻击泰晤士河口的商船运输，而集群其余舰只则要炮击法兰德斯的目标，目的是引出英国大舰队。此时已升任海军总参谋长的海军大将舍尔与公海舰队新任总司令、海军上将弗朗茨·冯·希佩尔计划不惜以舰队一切代价尽可能重创英国海军，以确保德国获得更好的谈判地位。10月29日上午，将于次日从威廉港启航的命令正式下达。然而从当天夜晚开始，图林根号战列舰及其它几艘战列舰的水兵发生叛变。动荡最终迫使舍尔和希佩尔取消了行动。当得知这一情况后，德皇威廉二世哀呼，“我已不再拥有海军”。
随着德国于1918年11月投降，公海舰队的大部分主力——包括科隆号在内的共计74艘舰只于海军少将路德维希·冯·罗伊特的指挥下，被扣押至斯卡帕湾的英国海军基地。在前往当地的航行中，科隆号舰长通过无线电告知舰队司令，舰上的其中一组蒸汽轮机发生冷凝器泄漏。罗伊特遂派出另一艘巡洋舰留在该舰身边，以准备随时进行拖曳。尽管涡轮机存在问题，科隆号还是设法自行驶入了港口，成为德国阵线上的最后一艘舰。它锚泊于卡瓦岛的东北侧。
在落实《凡尔赛条约》的谈判过程中，舰队仍然维持扣押状态。罗伊特推断英国方面将于1919年6月21日，即谈判到期而无法达成协议的情况下会强占德国军舰，却不知截止日期已被延长至6月23日。为了防止这种情况，他决定第一时间凿沉己方舰只。6月21日上午，英国舰队离开斯卡帕湾进行训练演习；罗伊特于11:20向全体德国军舰下达了自沉命令。科隆号的留守船员也开启了它们的通海阀。至13:50，该舰向右舷倾覆，并沉入斯卡帕湾底部。与沉没在那里的大多数舰只不同，科隆号的残骸从未进行打捞报废。倒向右舷横卧的残骸位于北纬58°54'、西经3°3'的水下35米处，如今是潜水员的热门目的地，被视为斯卡帕湾最好的潜水点之一。舰体基本完好无损。但在沉没抢救期间，舰上的两门艏炮，包括它们的炮挡、炮架以及螺旋桨和锚都被移除。艉部的船体被炸出一个洞，并延伸至轮机舱。左舷舱壁则立起至水下20米的深度。进入船舱内部会由于大量的泥沙沉积而变得非常危险。经此的能见度也将突然恶化。2017年，奥克尼考古研究中心（Orkney Research Center for Archaeology）的海洋考古学家对科隆号和该地区的其它九艘沉船展开了广泛调查，其中包括另外六艘德国军舰和三艘英国军舰。考古学家用声纳绘制了这些沉船的地图，并利用遙控潛水器对它们进行检查，以确定这些残骸是如何恶化的。